# Univerza Washingtona
Univerza Washingtona (angleško University of Washington, okrajšano UW ali preprosto Washington, neformalno tudi »U-Dub«) je javna univerza s sedežem v Seattleu v ameriški zvezni državi Washington.
Je ena najstarejših in najuglednejših univerz na zahodni obali Združenih držav, ki se redno uvršča med najboljše univerze na svetu po akademskih in raziskovalnih dosežkih. Komentatorji so jo razglasili za »Public Ivy« – javno univerzo, ki je po kakovosti primerljiva z elitnimi zasebnimi univerzami iz združenja Ivy League. Znana je predvsem po študijskem programu splošne medicine, ki je po lestvici U.S. News & World Report najboljši v državi (za leto 2018), visoko pa se uvrščajo tudi programi podjetništva, računalništva, inženirstva, prava, farmacije in statistike.
Univerza je bila ustanovljena leta 1861 in ima tri kampuse: glavni se nahaja v univerzitetnem okrožju v enem od severnih predmestij Seattlea, druga dva pa sta v mestih Tacoma in Bothell. Z njo je povezanih šest nobelovcev, ki so tu študirali ali predavali, med njimi Linda B. Buck (diplomantka, Nobelova nagrada za fiziologijo ali medicino) in Hans Georg Dehmelt (profesor, Nobelova nagrada za fiziko), več Pulitzerjevih nagrajencev ter drugih znanih Američanov.